# Linea Tōbu Kameido
La linea Tōbu Kameido (東武亀戸線?, Tōbu Kameido-sen), gestita dalle Ferrovie Tōbu, è una breve ferrovia di carattere urbano a scartamento ridotto che collega le stazioni di Hikifune (sulla linea Tōbu Isesaki, di cui la linea è diramazione) e di Kameido (sulla linea Chūō-Sōbu). Tutta la linea è interna alla città di Tokyo, in Giappone.

## Caratteristiche
La linea è lunga 3,4 km e conta 5 stazioni, capolinea inclusi, ed è interamente elettrificata e a doppio binario. Sono disponibili solamente servizi locali effettuati con materiale Serie 8000 senza prosecuzioni su altre linee.

## Stazioni
- Tutte le stazioni sono all'interno di Tokyo

| Stazione       | Giapponese | Distanza | Collegamenti       | Posizione       |
| -------------- | ---------- | -------- | ------------------ | --------------- |
| Hikifune       | 曳舟       | 0.0      | Linea Tōbu Isesaki | Sumida          |
| Omurai         | 小村井     | 1.4      |                    | Sumida          |
| Higashi-Azuma  | 東あずま   | 2.0      |                    | Sumida          |
| Kameido Suijin | 亀戸水神   | 2.7      | Kōtō               |                 |
| Kameido        | 亀戸       | 3.4      | Kōtō               | Linea Chūō-Sōbu |